# Centre de recherche Cultures Arts Sociétés
Le Centre de recherche Cultures Arts Sociétés, plus connu sous son sigle CELAT, est un regroupement stratégique reconnu et subventionné par le Fonds de Recherche du Québec Société et Culture. Depuis 2000, il existe en tant que centre tri-universitaire et interdisciplinaire intégrant des chercheurs de l'Université Laval, de l’Université du Québec à Montréal, de l’Université du Québec à Chicoutimi, auxquels sont rattachés également des chercheurs de l’Université de Montréal, de l'Université McGill et aussi de l'Université d'Ottawa. Il regroupe des chercheurs œuvrant en ethnologie / anthropologie et en sociologie, en archéologie et en patrimoine culturel, en histoire de l’art et en théâtre, en géographie et en urbanisme, en linguistique et en communication.

## Histoire du CELAT

### Centre tri-universitaire
Un nouveau programme de recherche, élargissant le champ d’action des groupes fondateurs, a été agréé par le Fonds de recherche du Québec - Société et culture en 2000. Aux équipes initiales se sont joints des chercheurs qui ont contribué à l'orientation du Centre vers une vocation pluridisciplinaire.

### Enjeux actuels
La culture est un moteur de rapprochement et d’ouverture essentiel dans une société conçue comme « creuset culturel ».
Par des « études croisées », les chercheurs font avancer les disciplines et rencontrent l’actualité notamment sur le vivre ensemble ou lorsque ces démarches s'effectuent en accord avec la Convention de l’UNESCO de 2005 sur la diversité des expressions culturelles.

## Mission et organisation

### Mission générale du CELAT
La mission du CELAT se résume à trois objectifs principaux : 
- Contribuer au développement des connaissances et à la consolidation des réseaux de recherche interdisciplinaires ;
- Multiplier les activités de diffusion (colloques, tables rondes, publications, etc.) et les échanges internationaux ;
- Former les jeunes chercheurs

### Diffusion

#### Collections
Le CELAT est responsable de plusieurs collections d'ouvrages publiées aux Presses de l'Université Laval, la  collection « Intercultures » ; aux Presses de l'Université du Québec ; aux Éditions du Septentrion, la Collection CELAT.

#### Partenariats
- Musée de la civilisation, l'Université d'été internationale en études muséales CÉLAT/MCQ[5].
- Ville de Québec, Université populaire sur le vivre-ensemble[6].

#### Distinctions décernées par le CELAT
- Médaille Luc Lacourcière. Une médaille Luc-Lacourcière est décernée aux deux ans [7].

## Gouvernance du CELAT
- Un comité exécutif de 3 membres, constitué par la direction générale du Centre et les deux directions de sites UQAM et UQAC. La direction du Centre, située à l’U. Laval, est également responsable du site de Québec.
- Un bureau de direction de 12 membres avec des représentants des sites, des étudiants postdoctorants et doctorants.
- Un comité scientifique de 4 membres responsable des bourses, du soutien aux colloques et à la diffusion.
- Deux professionnels de recherche, pour la coordination scientifique du Centre, à l’U. Laval et à l’UQAM
- Une équipe chargée de l’administration et de la logistique à l’U. Laval.

### Liste des directeurs / directrices scientifiques du Centre
- 1992-1995 Jocelyn Létourneau, histoire
- 1995-2000 Laurier Turgeon, ethnologie
- 2000-2003 Guy Mercier, géographie
- 2003-2006 Marcel Moussette, archéologie
- 2006-2008 Réginald Auger, archéologie
- 2009-2012 Francine Saillant, anthropologie
- 2012-2013 Allison Bain (intérim), archéologie
- 2013-2015 Francine Saillant, anthropologie
- 2015-2018 Madeleine Pastinelli, sociologie
- 2018-2019 Abdelwahed Mekki-Berrada (intérim), anthropologie
- 2019-2020 Allison Bain (intérim), archéologie
- 2020-2023 Jean-François Gauvin, muséologie